# حبيل احسن (حبيل جبر)

تعديل مصدري - تعديل

حبيل احسن هي إحدى قرى عزلة حبيل جبر بمديرية حبيل جبر التابعة لمحافظة لحج، بلغ تعداد سكانها 343 نسمة حسب تعداد اليمن لعام 2004.